# Трамп, Элизабет
Элизабет Крист Трамп (урожденная Элизабет Мария Крист; англ. Elizabeth Christ Trump; 10 октября 1880, Кальштадт, Королевство Бавария, Германская империя — 6 июня 1966, Манхассет, округ Нассо, штат Нью-Йорк, США) — немецкая бизнес-леди, матриарх семьи Трампов. Совместно со своим сыном Фредом Трампом основала девелоперскую компанию «Elizabeth Trump & Son». Жена Фредерика Трампа. Мать троих детей. Бабушка 45-го и 47-го президента Соединённых Штатов Дональда Трампа.

## Ранняя жизнь
Элизабет Трамп (в девичестве Крист) родилась в Кальштадте, Королевство Бавария в семье Филиппа Криста и его жены Анны Марии Крист (урождённой Антон). Семья владела небольшим виноградником, доход от которого был недостаточен для удовлетворения их потребностей. Филипп Крист работал жестянщиком, ремонтируя и полируя старую утварь и продавая кастрюли и сковородки. Он занимался ремеслом, проживая в доме на Фрайнсхаймер Штрассе в Кальштадте, который находился как раз через дорогу от имения семьи Трампов, где жила Катарина Трамп, пожилая вдова, с шестью детьми.

## Брак и семья

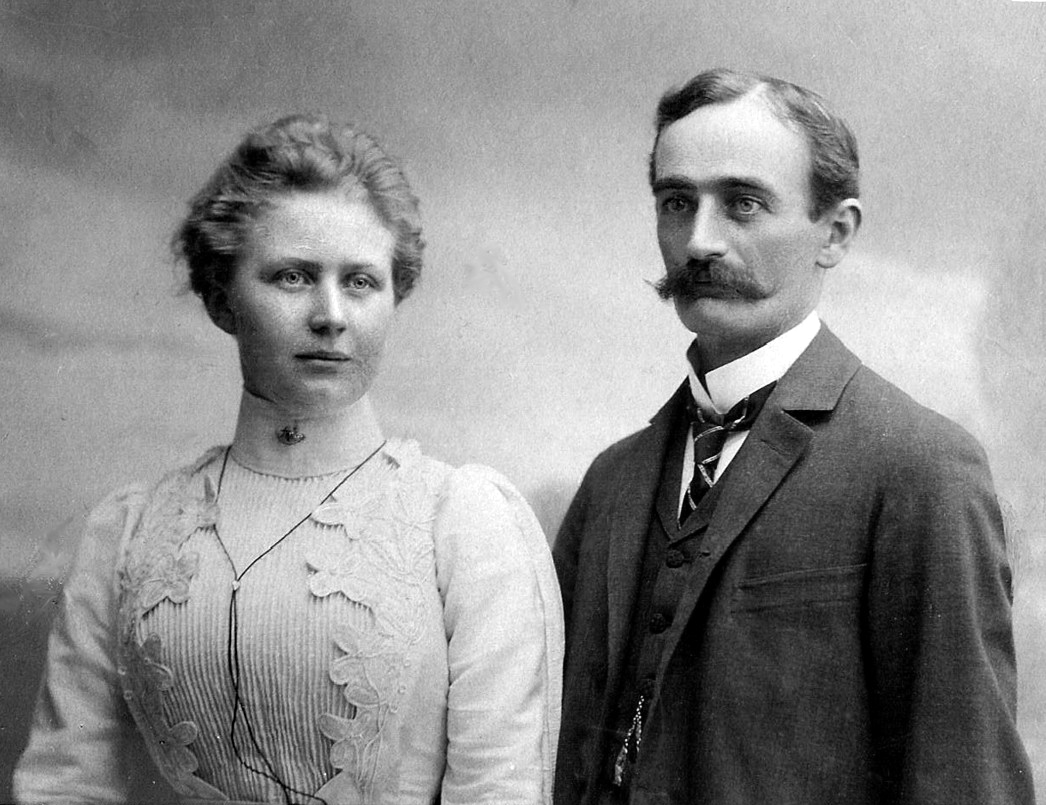
Элизабет и Фредерик Трампы, около 1902 года

В 1885 году в возрасте 16 лет сын Катарины Трамп Фредерик Трамп эмигрировал в Америку и сколотил состояние на ресторанах и борделях во время золотой лихорадки в Клондайке. Вернувшись в Германию в 1901 году, он ухаживал за Элизабет, несмотря на возражения своей матери, которая считала, что её преуспевающему сыну нужна невеста из более богатой и прилежной семьи. Тем не менее Фредерик сделал предложение Элизабет. Они поженились 26 августа 1902 года. Ему было 33 года, а ей — 21. Фредерик и Элизабет переехали в Нью-Йорк и поселились в квартире в преимущественно немецком квартале Моррисания в Бронксе. Элизабет вела хозяйство, а Фредерик работал менеджером в ресторане и гостинице. 30 апреля 1904 года у пары родилась дочь Элизабет.
Несмотря на то, что Элизабет жила в немецком квартале, она тосковала по дому. Семья вернулась в Кальштадт в 1904 году, продав свои активы в Америке. Поскольку баварские власти подозревали, что Фредерик Трамп покинул Германию, чтобы избежать службы в императорской армии, его дальнейшее пребывание стало невозможным, поэтому в 1905 году семья вернулась в США . В том же году у них родился второй ребёнок Фред. В то время семья проживала на 177-й улице в Бронксе. В 1907 году, после рождения третьего ребёнка Джона, семья переехала в Куинс, где Фредерик продолжил вести дела в сфере недвижимости. В 1918 году Фредерик Трамп умер от гриппа во время пандемии 1918 года, оставив состояние на сумму в 31 359 долларов (приблизительно 360 000 долларов в 2019 году).
Элизабет Трамп считается матриархом семьи Трампов. Она оставалась близкой своему сыну Фреду на протяжении всей своей жизни.

## E. Trump & Son
После ранней кончины мужа Элизабет Трамп продолжила начатый им бизнес по продаже недвижимости. Она проявила «незаурядный талант» к ведению бизнеса. Элизабет нанимала подрядчиков для строительства домов на пустырях. Затем она занималась их продажей и впоследствии жила за счёт ипотечных платежей. Она мечтала, чтобы трое её детей продолжили семейный бизнес. Средний ребёнок Фред Трамп начал возведение своего первого дома в 1923 году, вскоре после окончания средней школы. Элизабет частично финансировала строительство домов Фреда. Бизнес был оформлен на её имя, так как на тот момент Фред ещё не был совершеннолетним . Мать и сын являются основателями компании «E. Trump & Son», которая построила сотни домов в Куинсе в течение следующих нескольких лет. Она была официально зарегистрирована в 1927 году, однако её название впервые использовалось ещё в 1926 году.
Элизабет Трамп оставалась вовлечённой в семейный бизнес на протяжении всей своей жизни. Даже в свои 70 лет она собирала монеты из прачечных, которыми были оборудованы здания.
6 июня 1966 года 85-летняя Элизабет Трамп скончалась в деревне Манхассет, штат Нью-Йорк.